# Central Córdoba de Santiago del Estero
A Central Córdoba de Santiago del Estero egy argentin labdarúgócsapat Santiago del Estero városában. A egyesületet 1919. június 3-án alapították. A klub jelenleg az első osztályban szerepel és a 16 000 néző befogadására alkalmas Estadio Alfredo Terrerában játssza hazai mérkőzéseit.

## Sikerek
Argentin Kupa
- Döntős (1): 2018–19

## Jelenlegi keret
2024. február 1. szerint.
| #  |     | Poszt | Név                                                       |
| -- | --- | ----- | --------------------------------------------------------- |
| 2  | VEN | V     | Andrés Ferro (kölcsönben a Metropolitanos csapatától)     |
| 5  | ARG | KP    | Dardo Miloc                                               |
| 6  | ARG | V     | Sebastián Valdez                                          |
| 7  | ARG | KP    | Gonzalo Álvez (kölcsönben a Talleres csapatától)          |
| 8  | ARG | KP    | Enzo Kalinski                                             |
| 9  | PAR | CS    | Cristhian Ocampos                                         |
| 10 | ARG | CS    | Mateo Sanabria (kölcsönben a Lanús csapatától)            |
| 11 | ARG | CS    | Matías Godoy (kölcsönben az Estudiantes LP csapatától)    |
| 12 | ARG | K     | Daniel Juárez                                             |
| 13 | ARG | V     | Lautaro Montoya (kölcsönben az Estudiantes BA csapatától) |
| 15 | COL | KP    | Harrinson Mancilla                                        |
| 16 | URU | V     | Federico Andueza (kölcsönben a Sarmiento csapatától)      |
| 18 | ARG | CS    | Thiago Nuss (kölcsönben az Argentinos Juniors csapatától) |
| 20 | ARG | CS    | Agustín Morales (kölcsönben az All Boys csapatától)       |
| 21 | CHI | KP    | Brandon Cortés (kölcsönben a Boca Juniors csapatától)     |

| #  |     | Poszt | Név                                                           |
| -- | --- | ----- | ------------------------------------------------------------- |
| 23 | ARG | CS    | Rodrigo Atencio (kölcsönben az Independiente csapatától)      |
| 24 | ARG | V     | Santiago Laquidain (kölcsönben az Aldosivi csapatától)        |
| 25 | ARG | K     | Luis Ingolotti                                                |
| 26 | ARG | V     | Andrés Meli (kölcsönben a Godoy Cruz csapatától)              |
| 27 | ARG | CS    | Ramón Cansinos                                                |
| 29 | ARG | KP    | Manuel García                                                 |
| 30 | ARG | V     | Pablo Minissale (kölcsönben az Argentinos Juniors csapatától) |
| 32 | ARG | CS    | Walter Montoya                                                |
| 36 | ARG | V     | José Gómez                                                    |
| 38 | ARG | V     | Brian Leizza (kölcsönben a Tigre csapatától)                  |
| 90 | ARG | CS    | Florián Monzón (kölcsönben a Vélez Sarsfield csapatától)      |
|    | ARG | V     | Fernando Torrent                                              |
|    | ARG | V     | Leonardo Marchi                                               |
|    | ARG | KP    | Franco Cáceres                                                |
|    | ARG | KP    | Kevin Vázquez (kölcsönben a Ferro Carril Oeste csapatától)    |

## Fordítás
Ez a szócikk részben vagy egészben  a   Central Córdoba de Santiago del Estero című angol Wikipédia-szócikk fordításán alapul.  Az eredeti cikk szerkesztőit annak laptörténete sorolja fel. Ez a jelzés csupán a megfogalmazás eredetét és a szerzői jogokat jelzi, nem szolgál a cikkben szereplő információk forrásmegjelöléseként.